# Raymond Bernard (Regisseur)
Raymond Bernard (* 10. Oktober 1891 in Paris, Frankreich; † 11. oder 12. Dezember 1977 ebenda) war ein französischer Filmregisseur, Drehbuchautor und Schauspieler.

## Leben
Raymond Bernard wuchs als Sohn des Schriftstellers Tristan Bernard in wohlsituierten Verhältnissen auf. 1915 war er neben Sarah Bernhardt Hauptdarsteller in Jeanne Doré von René Hervil und Louis Mercanton; einer Verfilmung eines Stücks seines Vaters. Zwei Jahre später begann seine Regiekarriere bei Gaumont als Ko-Regisseur bei Jacques Feyder. Bernard drehte bis Mitte der 1920er Jahre Komödien nach Stücken seines Vaters, darunter Le Petit Café (1919) mit Max Linder und Le Costaud des Épinettes (1923) mit Henri Debain.
Mit Das Wunder der Wölfe (Le Miracle des loups) (1924) wandte sich Bernard erstmals dem großangelegten Historienfilm zu. Die Hauptrolle des Königs Ludwig XI. in der Verfilmung nach Henry Dupuy-Mazuel übernahm Charles Dullin. Der Film war außerordentlich erfolgreich und erschien 1930 in einer Tonfassung. Raymond Bernard blieb beim Kostümfilm und drehte gleich darauf Der Schachspieler (Le Joueur d'échecs) (1926) mit Dullin und Pierre Blanchar sowie Tarakanova (1930) mit Rudolf Klein-Rogge – zwei weitere aufwändige Großproduktionen.
1931 ging Bernard zur Pathé-Nathan und hatte sein Tonfilmdebüt. Seine wichtigsten Filme dort waren Hölzerne Kreuze (Les Croix de Bois) (1932) – ein Film vor dem Hintergrund des Ersten Weltkrieges – und die Hugo-Verfilmung Die Verdammten (Les Misérables) (1934), beide mit Charles Vanel in Hauptrollen. 1934 ging Pathé-Natan bankrott.
Nach Antoine de Saint-Exupéry entstand 1936 unter Bernards Regie Anne-Marie mit Annabella in der Titelrolle. Ende der 30er Jahre drehte er mit „Marthe Richard au Service de la France“ (mit Edwige Feuillère und Erich von Stroheim), Les Otages (mit Annie Vernay) und Das Schloß der Liebe (Cavalcade d'amour; mit Claude Dauphin und Michel Simon) mehrere Filme, die unter dem Vorzeichen der aggressiven Kriegsstimmung in Europa standen. Während des Zweiten Weltkrieges war Raymond Bernard, der jüdischer Herkunft war, die Filmarbeit verboten. Er flüchtete vor den Deutschen in den Vercors, während sein Vater kurzzeitig in das Sammellager Drancy eingeliefert wurde und sein Neffe François im KZ Mauthausen ermordet wurde.
Gleich nach der Befreiung Frankreichs nahm er seine Arbeit wieder auf und drehte 1946 Adieu Cherie (Adieu chérie) mit Danielle Darrieux. In den 1950er Jahren drehte er fast jährlich einen Film. 1958 setzte er sich zur Ruhe.

## Filme (nur Regie)
- 1917: Le Ravin sans fond
- 1918: Le Traitement du hoquet
- 1918: Le Gentilhomme commerçant
- 1919: Le Petit Café
- 1920: Le Secret de Rosette Lambert
- 1921: Maison vide
- 1922: Triplepatte
- 1923: L’Homme inusable
- 1923: Grandeur et décadence
- 1923: Le Costaud des Épinettes
- 1924: Das Wunder der Wölfe (Le Miracle des loups)
- 1926: Der Schachspieler (Le Joueur d’échecs)
- 1930: Tarakanova
- 1931: Faubourg Montmartre
- 1932: Die hölzernen Kreuze (Les croix de bois)
- 1934: Die Verdammten (Les Misérables)
- 1934: Tartarin de Tarascon
- 1935: Amants et voleurs
- 1936: Anne-Marie
- 1937: Der Schuldige bin ich (Le coupable)
- 1937: Marthe Richard au Service de la France
- 1938: Les Otages
- 1938: J’étais une aventurière
- 1940: Das Schloß der Liebe (Cavalcade d’amour)
- 1945: Un ami viendra ce soir
- 1946: Adieu Cherie (Adieu chérie)
- 1949: So endete eine Dirne (Maya)
- 1951: Le Cap de l’Espérance
- 1952: Agnes Bernauer (Le Jugement de Dieu)
- 1953: Die Kameliendame (La Dame aux camélias)
- 1953: La Belle de Cadix
- 1955: Ihre Liebesnacht (Les fruits de l’été)
- 1957: Le Septième commandement
- 1958: Der siebente Himmel (Le Septième ciel)